# Félix Mantilla Botella

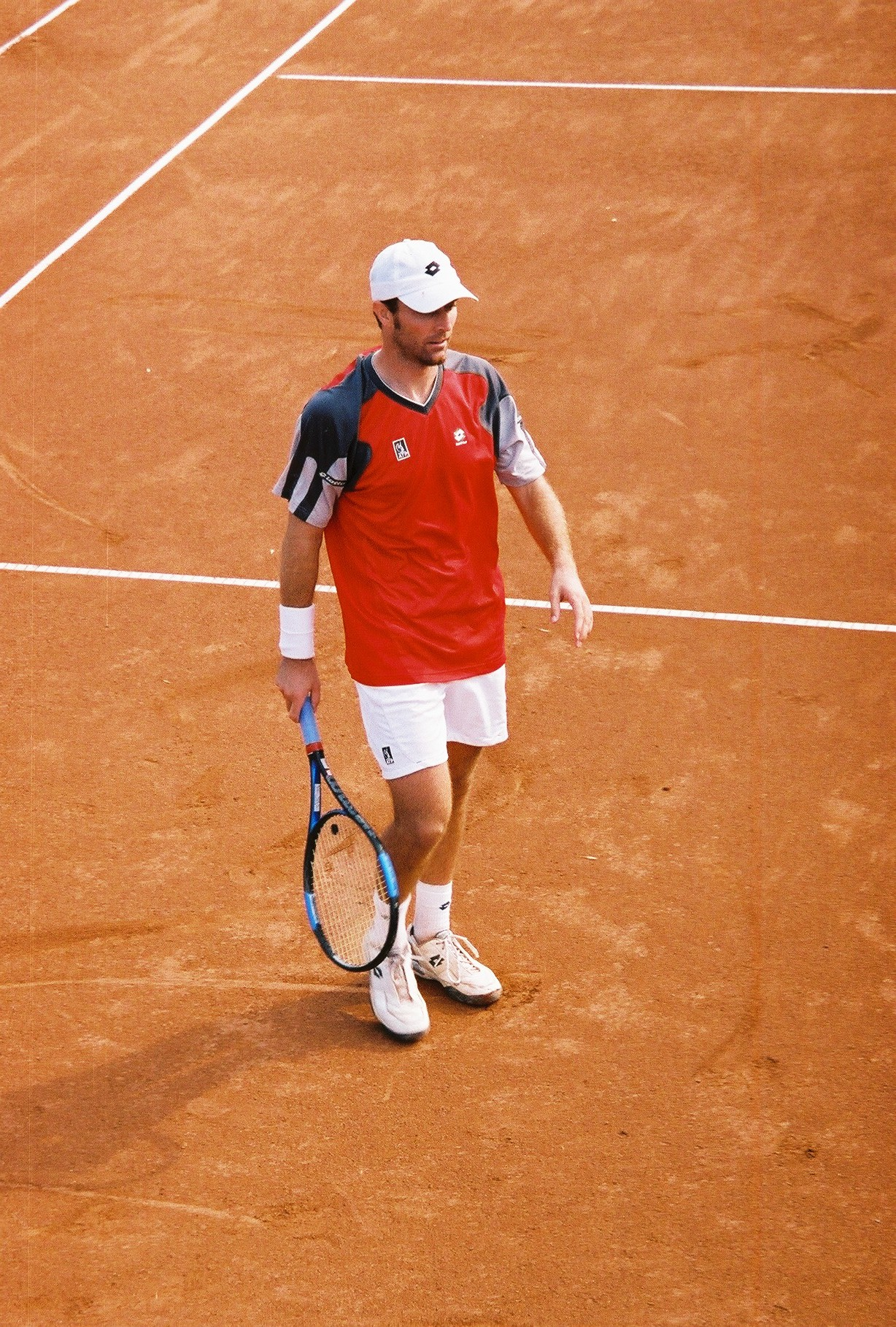

Félix Mantilla Botella, född 23 september 1974 i Barcelona, Spanien, är en spansk högerhänt professionell tennisspelare.

## Tenniskarriären
Felix Mantilla Botella blev professionell spelare på ATP-touren 1993. Han har under karriären vunnit 10 singeltitlar men ingen i dubbel. Han rankades som bäst i singel som nummer 10 (juni 1998), och har i prispengar spelat in 5 311 964 US dollar.
Mantilla är framförallt grusspelare och har vunnit samtliga ATP-titlar på det underlaget. Hans främsta vapen är en effektiv enhandsfattad backhand. Han vann sin första titel 1996 i Porto genom finalseger över argentinske spelaren Hernan Gumy, och spelade ytterligare fyra finaler. Säsongen därpå, 1997, fick Mantilla sitt verkliga genombrott på touren, då han vann fem titlar. Han finalbesegrade bland andra i Bologna brasilianske spelaren och grusspecialisten Gustavo Kuerten (4-6, 6-2, 6-1), i Umag (Kroatien) Sergi Bruguera (6-3 7-5) och i Bournemouth Carlos Moyá (6-2, 6-2).  
Han fortsatte att besegra toppspelare och vann 2001 singeltiteln i Palermo genom att i finalen besegra argentinaren David Nalbandian med 7-6, 6-4. Sin förnämsta "skalp" tog han 2003 i Italienska öppna i Rom, genom att oseedad nå finalen och där besegra toppseedade schweizaren och sedermera världsettan Roger Federer med siffrorna 7-5, 6-2, 7-6.  
I Grand Slam-turneringar har Mantilla som bäst nått semifinalen i Franska öppna 1998, som han förlorade mot Carlos Moyá.
Efter den framgångsrika säsongen 2003 har Félix Mantilla inte nått samma framgångar, beroende på olika skador som inverkat menligt på hans spel. Bland annat har han dragits med hälsene- och skulderproblem. Efter US Open i september 2005 gjorde han ett längre uppehåll på grund av skulderproblemen, men han återkom till touren i april 2007, 32 år gammal.
Mantilla gjorde 199 sitt hittills enda framträdande i det spanska Davis Cup-laget i ett möte med Nya Zeeland. Han besegrade i sin enda match Mark Nielsen.

## ATP-titlar
- Singel
  - 1996 - Oporto
  - 1997 - Bologna, Gstaad, Umag, San Marino, Bournemouth
  - 1998 - Bournemouth
  - 1999 - Barcelona
  - 2001 - Palermo
  - 2003 - Italienska öppna